# Aion Hyper SSR
L'Aion Hyper SSR est une voiture de sport électrique, produite par le constructeur automobile chinois GAC Aion à partir de 2023. L'Hyper SSR est le premier coupé 2 portes de production de GAC.
La voiture est dotée d'un moteur électrique développant une puissance impressionnante de 1 200 ch (900 kW), à 1 230 Nm de couple. 
En 2023, elle n'est commercialisée qu'en Chine, à un prix considérablement inférieur à celui de ses concurrentes.